# 崙前順天宮
崙前順天宮，位於臺灣雲林縣崙背鄉崙前村崙前70號，主要奉祀玄天上帝、哪吒三太子、虎爺等神佛。

## 文化資產
崙前順天宮保有一座純黑心石所打造而成的神轎，目前經廟方保存已不再供宗教活動使用，全雲林縣僅有北港朝天宮和崙前順天宮各自擁有一座，為該宮珍藏的文物。
供奉有一尊「孩沙里/Dowalee媽」，根據民俗學術研究，有供奉孩沙里媽的地方，就代表該處曾經是平埔族活動的區域，紅面的孩沙里媽，是平埔族人獨有的神靈信仰，也是當地曾有平埔族群聚居生活的另一佐證。

## 外部連結
- 崙背鄉公所 （页面存档备份，存于）
- 崙背數位機會中心
- 台灣詔安客語教學資源中心 （页面存档备份，存于）